# マンガルツボ

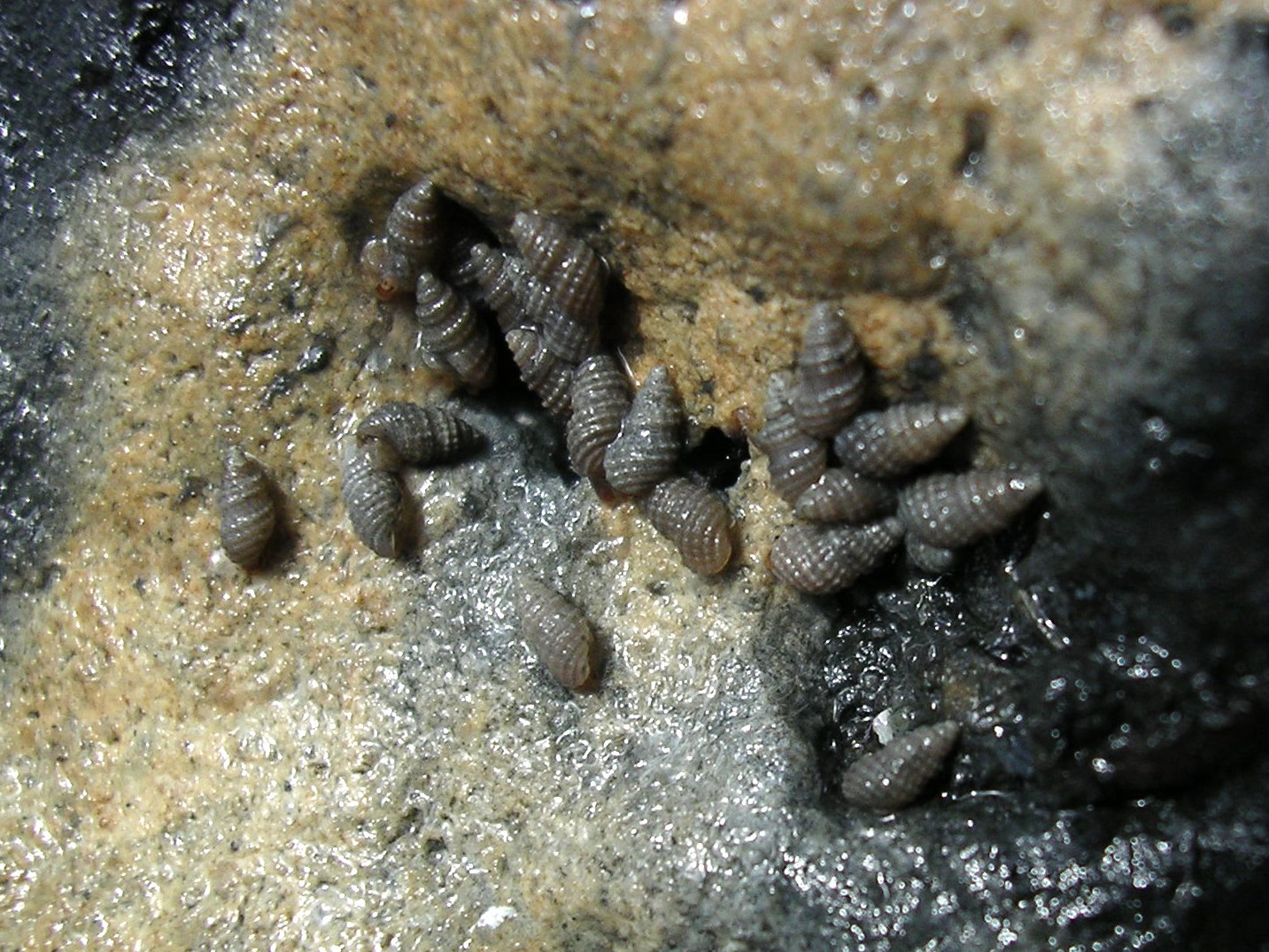
石の下に集まるマンガルツボ

マンガルツボ（Mangal小螺、学名:Iravadia quadrasi  ）はワカウラツボ科に分類される3mmあまりの巻貝の一種。太平洋西部からインド洋にかけての熱帯-亜熱帯の干潟の汽水域に生息する。
属名の Iravadia は、この属のタイプ種 Iravadia ornata の産地である、ミャンマー南部のイラワジデルタ Irawadi Delta（＝エーヤワディーデルタ Irrawaddy Delta）に因む。種小名の quadrasi はスペイン人ホセ・クアドラス（Don José Florencio Quadras：18**-1907）への献名。クアドラスはフィリピンを拠点に貝類その他の生物の収集、販売、研究をしていた人物で、本種も彼がフィリピンのマラボンで採集した標本に基づいて記載された。
和名の「マンガル」は本種がマンガル（マングローブ林）周辺によく見られることに由来する。「ツボ」は巻貝全般を指す語であるが、慣例的に微小な巻貝の和名に多く使用される。

## 分布
インド太平洋の熱帯-亜熱帯域
- 太平洋：日本（奄美大島以南）[4][5]、台湾、フィリピン、東南アジア大陸沿岸[6]
- インド洋：インド[7]、アラビア湾[8]など。

## 形態
大きさと形：成貝は殻高3mm-3.5mm前後。全形はやや低い塔型あるいはやや長めの滴型。、最初の1層あまりは平巻き状のため殻頂は鈍く見える。
彫刻：原殻は約2層あり表面は平滑、後成殻（後殻）は全体に強い格子彫刻がある。成貝では体層（最後の一巻きのこと）に螺肋が7本、次体層（体層の一つ上の層）から上には螺肋が4本あり、これらが縦肋と交わって粗く強い格子状になり、格子の交点は時に鋭い結節となる。7本の螺肋のうち、最上の1本は縫合直下にあり他の螺肋より弱く、2本目と3本目が最も強く、周縁に位置する4本目より下の螺肋は再びやや弱くなる。交差する縦肋も殻底では不明瞭となる。
殻口は単純な楕円形で、内肋や水管溝などの構造はない。成貝では殻口外側を縁取る太い縦張肋が形成される。
殻色：殻本体は概ね白色だが、淡黄褐色の殻皮に覆われ、生時にはその表面に硫化鉄が沈着して赤褐色に見えることがある。
蓋は他の Iravadia 属の種と同様で、殻口にぴったりと合う形の革質で半透明の淡黄色。核（蓋の成長の始点）は軸唇側の中ほどにあり、同心円状に成長する。蓋の内面には軸唇側の内縁に沿った細い稜と、核の位置からハの字を横倒しにしたように放射状に伸びる2本の細い陵があるが、ペグなどの付属物はない。
軟体：触角は細長く、中央付近と先端手前に2本の黒色環帯がある。足の側部や吻は黒ずみ、吻から眼の上辺にかけても直線眉のように黒ずむ。足の後端は尖る。
歯舌：Ponder（1984）が走査電子顕微鏡写真を図示している（p.38, fig.10-C）。他のタマキビ型類と同様に、1個の中歯、1対の側歯、2対の縁歯（内縁歯と外縁歯）からなる紐舌型。中歯には中央歯尖と、その両側に徐々に小さくなる数個の歯尖を持つ。中歯の側縁は厚くならず、腹面の両サイドに小さい後歯尖を1対（時に2対）もち、中央基部は舌状にやや突出する。
生殖器：Ponder（1984）が図示している（メス：p.28, fig.4、オスp. 32, fig. 8-b）。陰茎は先半が幅広くなり、先端内角のやや鉤状に突出した所に開口部がある。

## 生態
マングローブ周辺など河口近くの汽水域に生息する。底質の軟泥・砂礫を問わず干潮時にできる水溜りや澪筋などの転石や漂着物の下、落葉や板切れの下、あるいは泥上などに見られ、他の貝類が少ない場所でも本種のみが多数見られることもある。
物の下で砂泥に半分埋もれるようにして生活し、生物遺骸を食べているとされるが:35、繁殖や食性などの詳しい生態は知られていない。

## 分類
原記載：
- 原記載名 Alvania quadrasi Böttger, 1893[2]
- 原記載文献：Nachrichtsblatt der deutschen Malakozoologischen Gesellschaft volume 25, nos.7-8, p.101-102.
- タイプ産地：Malabon bei Manila, Luzon（ルソン島マニラ近傍のマラボン）

異名
- Alvania quadrasi O. Boettger, 1893 (原記載時の学名)
- Iravadia (Iravadia) quadrasi (Boettger, 1893)
- Iravadia reticulata Brandt, 1968
- Merelina goliath Laseron, 1956
- Merelina humera Laseron, 1956
- Merelina reversa Laseron, 1956
- Planapexia quadrina Laseron, 1956
- Rissoa alveata Melvill & Standen, 1901
- Rissoa garretti Tate, 1899
- Rissoa venusta Garrett, 1873 (Rissoa venusta Philippi, 1844 の一次新参同名のため無効。置換名としてRissoa garretti が提唱されたが、それも新参異名とされている。)

## 人との関係
微小なため食用への利用などもなく、人間との直接的な利害関係は知られていない。しかし日本の個体群は環境開発による生息環境の劣化や破壊の懸念があり、沖縄県では赤土の沈積による転石下間隙の目詰まりや、水域の富栄養化で生息場所が減少しているとされ、環境省のほか、鹿児島県（2003年）と沖縄県（2005年）のレッドリストにも挙げられた。しかし両県ではその後の見直しで対象外となった。
各種レッドリストでの扱いは以下のとおり。
- 環境省（2007年）：絶滅危惧Ⅱ類（VU） → 2012年以降：準絶滅危惧（NT）
- 鹿児島県（2003年）：情報不足[13]→ 2016年：レッドリスト対象外
- 沖縄県（2005年）：準絶滅危惧（NT）[11] → 2017年：レッドリスト対象外
- WWFジャパン （1996年）：危険[3]
- 日本ベントス学会（2012年）：準絶滅危惧[5]